# Modraszka kanaryjska
Modraszka kanaryjska (Cyanistes teneriffae) – gatunek niewielkiego ptaka z rodziny sikor (Paridae), zamieszkujący Afrykę Północną oraz Wyspy Kanaryjskie. Nie jest zagrożony.

## Występowanie
Zamieszkuje Wyspy Kanaryjskie, Afrykę Północną od Maroka do Tunezji i Libii oraz włoską wyspę Pantelleria na Morzu Śródziemnym. Jest ptakiem osiadłym.

## Systematyka

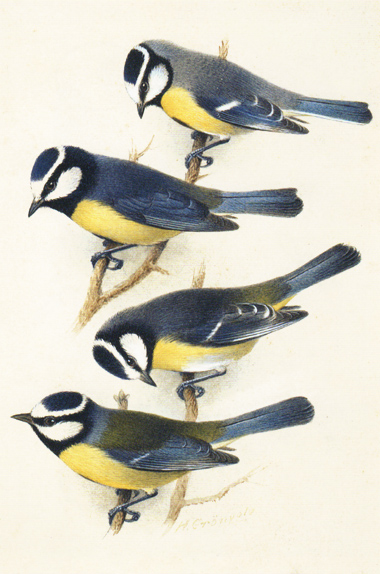
Porównanie wyglądu niektórych podgatunków

Po raz pierwszy zgodnie z zasadami nazewnictwa binominalnego gatunek ten opisał René Lesson w 1831 roku. Autor nadał mu nazwę Parus teneriffae, gdyż holotyp pochodził z Teneryfy. Obecnie gatunek zaliczany jest do rodzaju Cyanistes.
Takson Cyanistes teneriffae wydzielono z modraszki zwyczajnej (Cyanistes caeruleus) na początku XXI wieku. Obecnie wyróżnia się siedem podgatunków modraszki kanaryjskiej, część z nich w niektórych ujęciach systematycznych podnoszona jest do rangi gatunku:
- modraszka szarawa (C. t. palmensis) – zasiedla wyspę La Palma
- modraszka libijska (C. t. cyrenaicae) – zasiedla północno-wschodnią Libię
- modraszka maghrebska (C. t. ultramarinus) – zasiedla Afrykę Północną od Maroka do północnej Tunezji oraz wyspę Pantelleria
- C. t. degener – zasiedla wyspy Fuerteventura i Lanzarote
- C. t. ombriosus – zasiedla wyspę El Hierro
- modraszka kanaryjska (C. t. teneriffae) – zasiedla wyspy La Gomera i Teneryfa
- C. t. hedwigae – zasiedla wyspę Gran Canaria

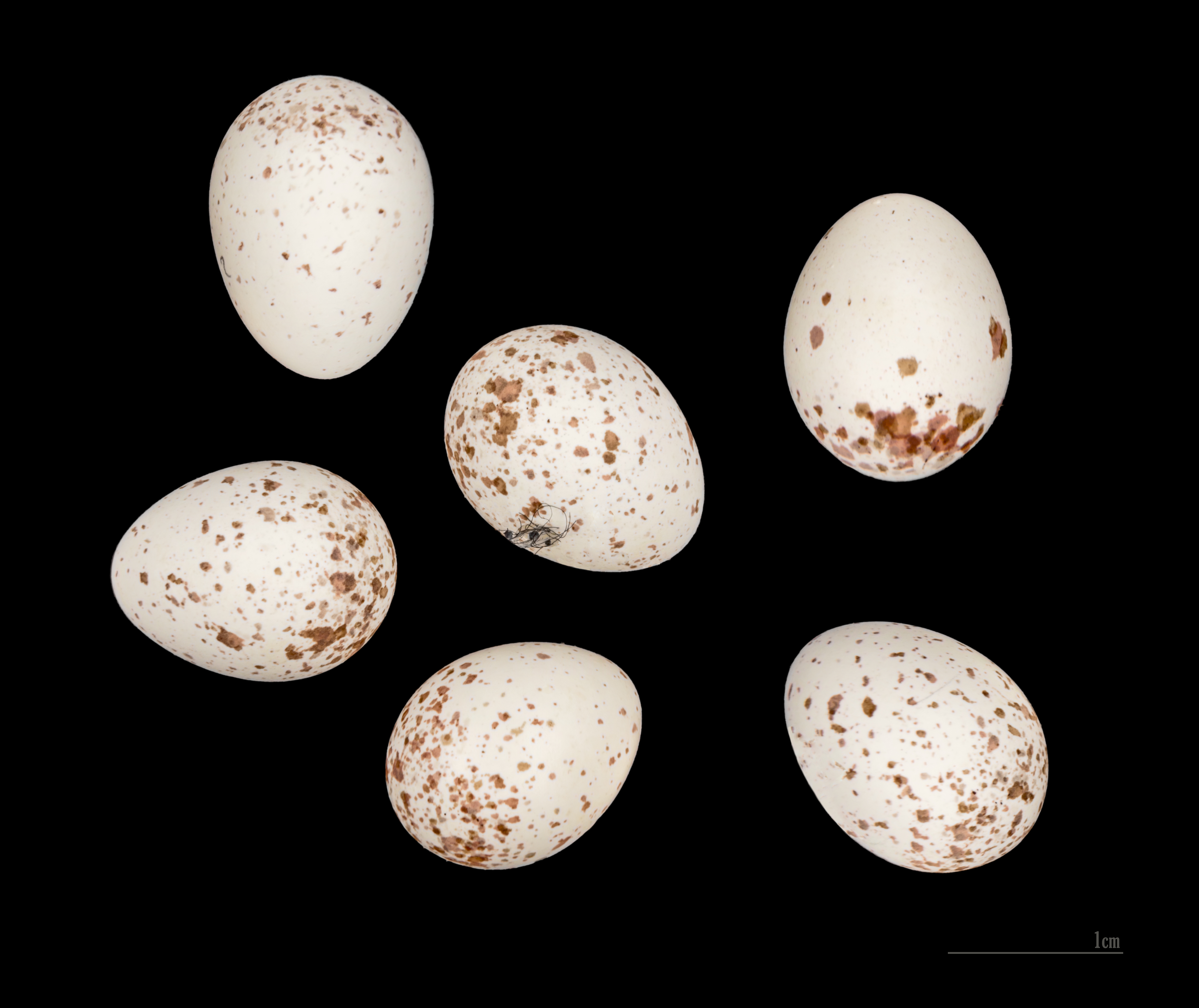
Jaja C. t. ultramarinus z kolekcji muzealnej

## Morfologia
Długość ciała 11–12 cm; masa ciała około 10 g.

## Status i ochrona
Międzynarodowa Unia Ochrony Przyrody (IUCN) uznaje modraszkę kanaryjską za gatunek najmniejszej troski (LC – Least Concern). Trend liczebności populacji oceniany jest jako stabilny.